# Bouillon cube

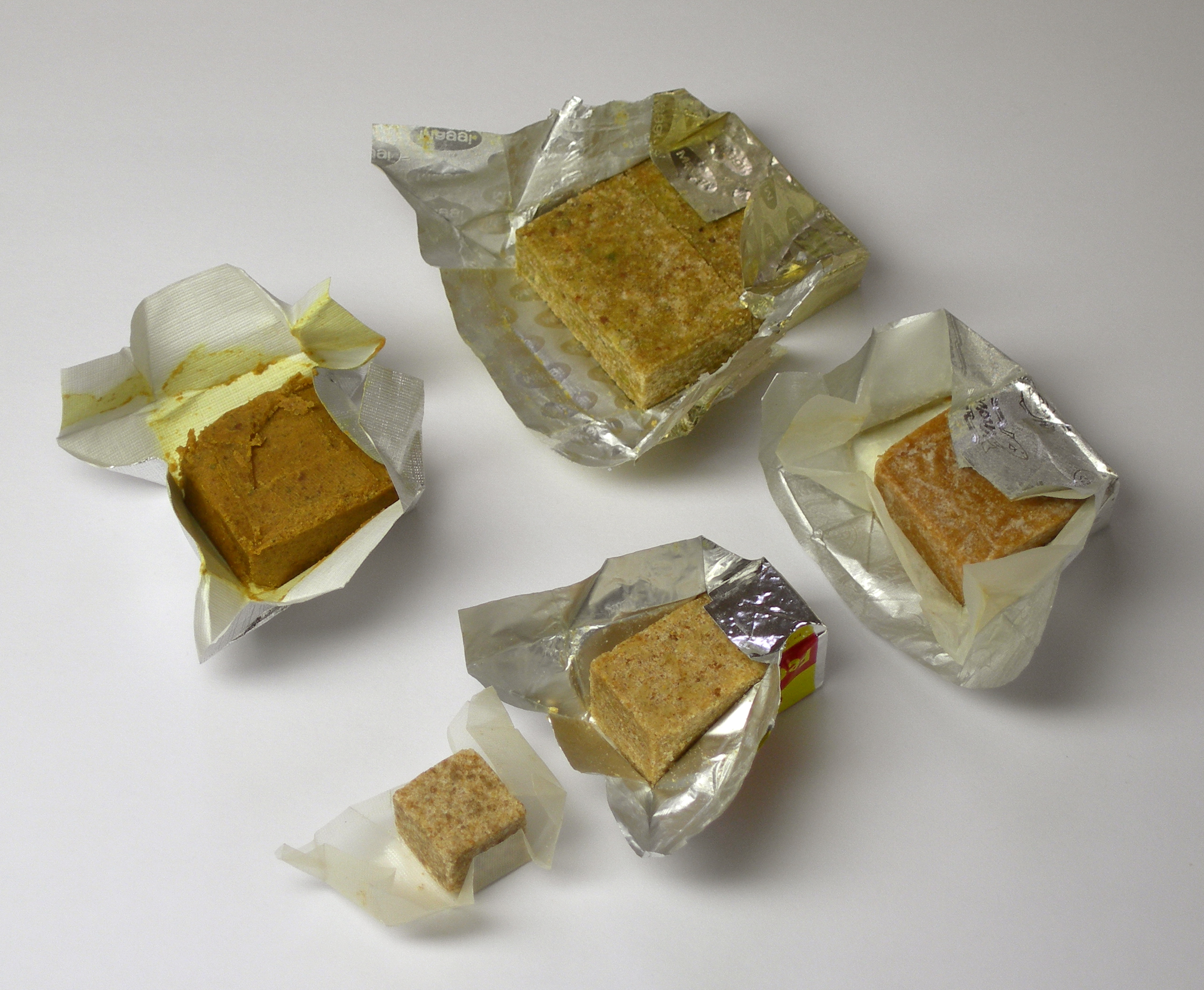
Différents cubes bouillon, en commençant avec celui au premier plan, contre le sens de l'aiguille de la montre : cube bouillon simple (Maggi), cube bouillon (Maggi), bouillon cube de poisson (Knorr, Espagne), bouillon type pot au feu (Maggi), bouillon légumes bio (Rapunzel)

Le bouillon cube ou cube de bouillon fut inventé dans les années 1870 par Claude Émile Théodore Urban. Au début, il s’agissait d’extrait de viande. En 1908, Julius Maggi commença sa commercialisation de bouillon dans sa forme de cube, produit déshydraté. Aujourd’hui il existe différents types de cubes qui ne contiennent pas toujours de la viande.
Les principaux ingrédients d’un bouillon cube sont : du sel, maltodextrine, des exhausteurs de goût (glutamate, guanylate, inosinate ou extrait de levure), de l’huile, des arômes. Suivant le produit peuvent être ajoutés de l’extrait de viande ou de légumes et du sucre. C'est un aliment ultratransformé.
En revanche, la recette d'un bouillon cube bio ne contient en principe aucun exhausteur de goût.

## Historique

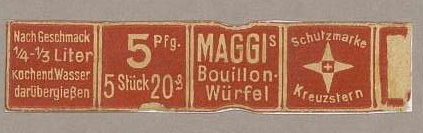
Contour extérieur de l’emballage d’un Bouillon Wûrfel à 5 Pfennig de la société Maggi, 1914. Archives nationales de France.

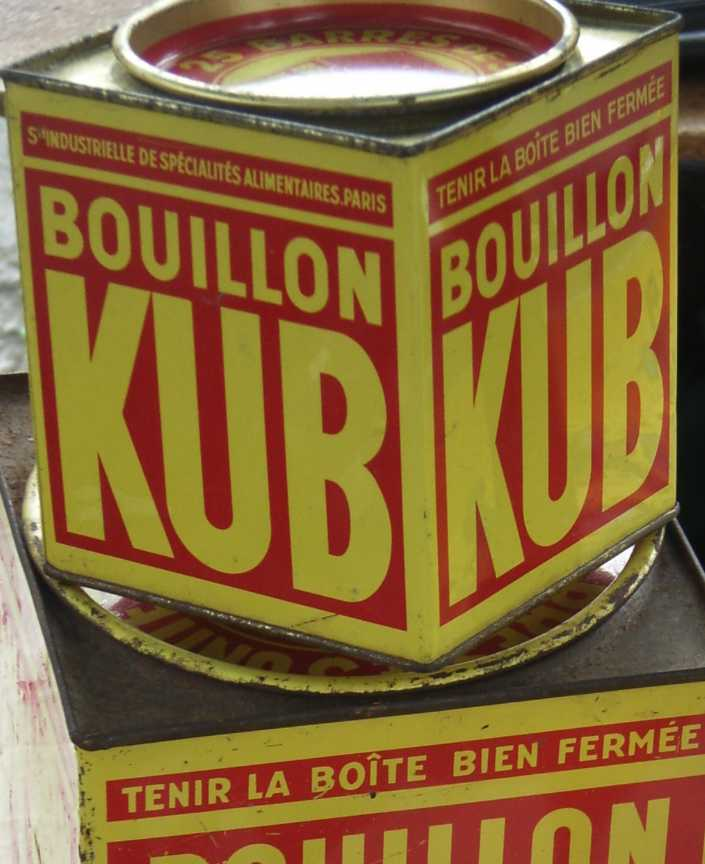
Bouillon Kub dans des boîtes en métal

Au XVIIe siècle, dans ses écrits, l'écrivain culinaire anglaise Anne Blencowe (en), fait état de bouillon de viande déshydraté, sous forme de comprimés.
La soupe portable (en) également connu sous les noms de « soupe de poche » ou « colle de veau », était une sorte d'aliment déshydraté utilisé aux XVIIIe et XIXe siècles. Cet aliment fut longtemps une denrée essentielle pour les marins et les explorateurs, en raison de sa capacité à pouvoir se conserver durant de nombreux mois, voire des années (ration militaire). 
Par la suite, plusieurs cuisiniers français ont, au début du XIXe siècle, entrepris des démarches pour obtenir un brevet concernant les cubes et les tablettes de bouillon. Cependant, leurs demandes ont été rejetées en raison d'une insuffisance d'originalité. En 1831, Nicolas Appert propose également un bouillon déshydraté sans plus de succès. 
En 1853, le chimiste allemand Justus von Liebig développe l'extrait de viande et le commercialise sous le nom d'« extrait de viande de Liebig » en tablettes et biscuits à partir de 1862. L'invention du cube de bouillon est également attribuée à Auguste Escoffier, l’un des chefs français les plus accomplis de son temps, qui a également été à l’origine de nombreuses autres avancées en matière de conservation des aliments, telles que la mise en conserve des tomates et des légumes. 
Le brevet « bouillon Kub » pour sa présentation en forme de cube fut déposé en France le 14 novembre 1907. « La marque ci-contre qui consiste en un paquetage en carton, replié en forme de cube, est destinée à distinguer un bouillon solide ».
 
Les cubes de bouillon produits industriellement ont été commercialisés par Maggi en 1908, par Oxo en 1910 et par Knorr en 1912. En 1913, une dizaine de marques étaient disponibles.

Les panneaux « bouillon KUB »  avaient été placés en venant d'Allemagne sur des angles de maisons à des carrefours. Pensant qu'il s'agissait d'une marque allemande, une rumeur avait couru prétendant qu'ils avaient servi de panneaux indicateurs pour diriger les Allemands vers Paris pendant la Première Guerre mondiale, au point qu'un peu partout on dévissa les émaux « Maggi » et « Kub » dans les villes. La même rumeur voulait que le lait Maggi fût empoisonné,,.

## Une production mondiale
Actuellement, Maggi vend chaque année environ 40 millions de cubes rien que sur le marché allemand. S’y ajoutent les produits des autres marques, comme Knorr, OXO. 
C’est un produit qu’on trouve dans les cuisines du monde entier. Ainsi, au Sénégal, le bouillon cube est intégré dans des recettes traditionnelles. Une fabrication par des producteurs locaux existe.